# Joan Davis
Josephine Davis, detta Joan (Saint Paul, 29 giugno 1907 – Palm Springs, 22 maggio 1961), è stata un'attrice statunitense.

## Filmografia parziale

### Cinema
- La signora della quinta strada (On the Avenue), regia di Roy Del Ruth (1937)
- Il fantasma cantante (Wake Up and Live), regia di Sidney Lanfield (1937)
- Scandalo al Grand Hotel (Thin Ice), regia di Sidney Lanfield (1937)
- La ragazza allarmante (Love and Hisses), regia di Sidney Lanfield (1937)
- Sally, Irene and Mary, regia di William A. Seiter (1938)
- Josette, regia di Allan Dwan (1938)
- Dietro l'angolo (Just Around the Corner), regia di Irving Cummings (1938)
- Moglie di giorno (Day-Time Wife), regia di Gregory Ratoff (1939)
- L'inafferrabile spettro (Hold That Ghost), regia di Arthur Lubin (1941)
- Serenata a Vallechiara (Sun Valley Serenade), regia di H. Bruce Humberstone (1941)
- Tutti conoscono Susanna (If You Knew Susie), regia di Gordon Douglas (1948)
- The Traveling Saleswoman, regia di Charles Reisner (1950)
- La sposa illegittima (The Groom Wore Spurs), regia di Richard Whorf (1951)

### Televisione
- I Married Joan - 98 episodi (1952-1955)

## Vita privata
Sposata con Si Wills dal 1931 al 1948 (divorzio), è la madre dell'attrice Beverly Wills.

## Riconoscimenti
Ha due "stelle" presso la Hollywood Walk of Fame, una in ambito del cinema e nella sezione dedicata alla radio.